# 大叶鸡爪茶
大叶鸡爪茶（学名：Rubus henryi var. sozostylus）为蔷薇科悬钩子属下的一个变种。

## 扩展阅读
- 維基物種上的相關：大叶鸡爪茶